# Zámek Menars
Zámek Menars se nachází v obci Menars v departementu Loir-et-Cher, region Centre-Val de Loire, a patří k zámkům na Loiře.
Zámek dal postavit kolem roku 1646 Guillaume Charron, ministr krále Ludvíka XIII.
V roce 1760 ho dala přebudovat Madame de Pompadour.